# Museum Neukölln
Das Museum Neukölln (bis 2004 Heimatmuseum Neukölln) ist ein Museum im Berliner Ortsteil Britz, das sich mit der Geschichte des Bezirks Neukölln befasst. Nach dem Märkischen Museum gilt die Sammlung als das zweitälteste regionalgeschichtliche Museum in Berlin. Nach mehrmaligen Standortwechseln befindet es sich seit dem Jahr 2010 auf dem ehemaligen Gutshof Britz.

## Geschichte

### Beginn als Naturhistorisches Schulmuseum im Jahr 1897
Am 1. Oktober 1897 eröffnete der Rixdorfer Volksschullehrer Emil Fischer (1865–1932) das Naturhistorische Schulmuseum im alten Rixdorfer Schulhaus auf dem Hohenzollernplatz (heute: Karl-Marx-Platz). Seine Gründung ist eine unmittelbare Antwort auf die bildungs- und sozialpolitischen Defizite der Arbeiterstadt Rixdorf. Ausgestattet mit Anschauungsmaterial für den Erdkundeunterricht, Informationen über ferne Länder und naturgeschichtlichen Demonstrationsobjekten, diente es in erster Linie den Schulen.
Mit der Gründung des Vereins der Freunde des Neuköllner Museums am 22. Oktober 1921 fand das Museum die ideelle und materielle Unterstützung, um daraus ein Bildungs- und Lehrinstitut von Neukölln zu bilden. 1922 konnte die Sammlung mit der Übernahme historischer Objekte sowie technisch-industrieller Erzeugnisse erstmals umfangreich erweitert werden.
Unter dem neuen Museumsleiter Felix Woldt erfolgte eine wissenschaftliche Durchsicht der Exponate und das Museum wird 1934 als „Neuköllner Schul- und Heimatmuseum“ neu eröffnet. Die Nationalsozialisten bemächtigten sich des Heimatgedankens, den auch Emil Fischer propagiert hatte, und benennen das Museum 1936 nach seinem Gründer um. Der Zweite Weltkrieg zerstörte erhebliche Teile der Museumsbestände, die nach Kriegsende mit einem Jahresetat von 1.500 DM wieder aufgebaut wurden.
Anfang der 1960er-Jahre bezog das Museum die leer stehenden Räume der Stadtbibliothek in der Ganghoferstraße. Das Gebäude wurde ab 1912 als Stadtbibliothek zusammen mit dem Stadtbad Neukölln gebaut.

### Neukonzeption 1985
Nachdem 1981 Dorothea Kolland Leiterin des Neuköllner Kunstamtes wurde, gelang es ihr, das Museum zu einem Ort regionalgeschichtlicher Forschung zu aktivieren. Ab 1982 und im Zuge der anstehenden 750-Jahr-Feier Berlins, wurde das Museum in Zusammenarbeit mit Udo Gößwald neu konzeptioniert. Als thematischer Kern der Forschungsarbeit sollte auf die Sozial- und Kulturgeschichte Neuköllns fokussiert werden und ihre Präsentation zeitgemäß verbessert werden.

„Es soll für jedermann ein lebendiger Ort der Auseinandersetzung mit der Geschichte der Stadt Neukölln und seinen kulturellen Erscheinungen in Vergangenheit und Gegenwart werden. In Anlehnung an die Idee von Emil Fischer soll ein modernes Museum eingerichtet werden, 'nicht für Auserlesene, sondern für das Volk. Es muß ansprechen, einnehmen, festhalten zum Verweilen und Betrachten, zur Mitarbeit anregen und zur Wiederkehr zwingen'.“

Mit der Neukonzeption von 1985 wurde das Selbstverständnis des Museums neu definiert. Projektbezogen wurden so unterschiedliche Themen historisch und systematisch erarbeitet, sei es die Biographie von Menschen, Stadträumen, Bauten, Firmen oder Institutionen. Dabei kamen auch immer wieder unterschiedliche Medien zum Einsatz – so in Ausstellungen, Katalogen, Filmen, Zeitungen, Spielen, Konzerten oder Stadtrundgängen. Und dort, wo es sinnvoll erschien, wurde das Publikum als Autor in die Ausstellungsprojekte mit einbezogen.
Wesentlicher Bestandteil der Neukonzeption bildet weiterhin die Ausrichtung auf eine dezentralen Kulturarbeit. Deren Essential ist es, die Menschen vor Ort aktiv in die Arbeit zu integrieren und sie dabei zu unterstützen, sich selbst mit ihrer Geschichte und Gegenwart auseinanderzusetzen. Museumspädagogische Aktivitäten, vor allem auf die Schulen bezogen, nehmen seither einen wichtigen Platz im Museumskonzept ein. Dabei ist die Einstellung zweier Museumslehrer, die die Hälfte ihrer Arbeitszeit in der Schule unterrichten und die andere Hälfte im Museum tätig sind, wegweisend.
Diese Aktivitäten sowie die Sammlung und ihre Präsentation erkannte der Europarat 1987 durch Verleihung des Museumspreises an. Der Museologe und Jurymitglied Friedrich Waidacher bemerkte dazu in seiner Ansprache zur Preisverleihung:

“What we are constantly looking for during our travels across Europe is, let me say, humanity – as it can be and through a museum; is concern for the intrinsic dignity of nature, of man, of history, and his creations. And we are also looking initiative, ideas, creativity, and – above all – continuity.”

Der Umzug auf den ehemaligen Gutshof Britz am 26. Mai 2010 löste im Vorfeld kontrovers diskutierte Debatten aus. So wurde einerseits ein Standortwechsel aus dem infrastrukturell gut angebundenen Zentrum Nord-Neuköllns als Risikofaktor hinsichtlich abnehmender Besucherzahlen eingestuft. Andererseits haben sich räumlich neue Möglichkeiten ergeben, um die in der Konzeption von 1985 verankerten Leitsätze besser umzusetzen. Für das Museum wurde der ehemalige Pferde- und Ochsenstall umgebaut und saniert. Im Erdgeschoss befinden sich nun die Ausstellungsräume, im ersten Stockwerk ist aus Archiv und Depot der Geschichtsspeicher untergebracht. Allen Befürchtungen zum Trotz sind die Besuchszahlen jedoch deutlich gestiegen und erreichten 2015 über 22.000 Besuche.
Seit 2013 übernimmt das Museum Neukölln die Koordination der Stolpersteine für den Bezirk Neukölln.
Seit 31. Dezember 2021 wird der Fachbereich Museum, Stadtgeschichte und Erinnerungskultur sowie das Museum von Matthias Henkel geleitet.

## Ausstellungen
In den Ausstellungen zur Geschichte des Bezirks fließen stets Aspekte der Gegenwart und der Zukunft ein, um auch eine kritische Auseinandersetzung mit der eigenen Geschichte zu schulen. So mündeten in der Ausstellung „Junker, Land und Leute“ von 1985 in den Problemen der weltweiten Landwirtschaft heute. Bei „Blickpunkt Karl-Marx-Straße“ im selben Jahr kamen die Ausstellungsmacher nicht umhin, auch auf aktuelle Probleme der Grundstücksspekulation und Stadtzerstörung in ebendieser Straße einzugehen.
Doch auch an in Vergessenheit geratene oder nur rudimentär behandelte vorwärtstreibende Momente der Geschichte hat das Museum Neukölln in vielen Ausstellungen erinnert: So war mit der Ausstellung „Die ideale Schule“ im Jahr 1993 eine umfangreiche Recherche zur Geschichte der Reformpädagogik in Neukölln verbunden. Dabei wurde deutlich, dass in Neukölln eine große Vielfalt an Versuchen unternommen wurde, die Schulen menschlicher zu gestalten und von unnötigen Hierarchien zu befreien. Die Traditionslinien der Geschichte einer humanen Medizin in Neukölln nachzuzeichnen, war die wichtigste Aufgabe der Ausstellung „Der erste Schrei oder Wie man in Neukölln zur Welt kommt“ im Jahr 2000. Erstmals systematisch aufgearbeitet wurde dabei die Geschichte der Hebammenlehranstalt, die in Neukölln 1917 gegründet wurde, und das Wirken von Gesundheitspolitikern und Ärzten wie Richard Schminke, Hans Kollwitz und Käte Frankenthal, die sich bereits 1927 für Sexualberatungsstellen einsetzten, in denen kostenlos Verhütungsmittel eingesetzt wurden.
In der Ausstellung „Reisefieber“ aus dem Jahr 2006 hat das Museum ein weiteres Kapitel der Neueren Kulturgeschichte aufgeschlagen und am lokalen Beispiel präsentiert. Die Ausstellung folgt den Erzählungen einiger Neuköllner Globetrotter und präsentiert die unterschiedlichsten Reiseformen.
Seit dem Umzug auf den Gutshof Britz präsentiert das Museum erstmals eine Dauerausstellung. „99 × Neukölln“ versteht sich als Orientierungsausstellung, die Besuchern aller Altersgruppen die Möglichkeit bietet, in die Geschichte und Gegenwart Neuköllns einzusteigen. Zentraler Schlüssel der Konzeption ist das einzelne Objekt, das nach seiner möglichen Schlüsselfunktion für einen narrativen Kontext hinterfragt und verschiedenen Fragen zeitlicher, topografischer und thematischer Relevanz zugeordnet wurde. Daraus entstand ein Kosmos Neukölln, der historische, soziale und politische Aspekte der Geschichte und Gegenwart des Bezirks in einem Wissensnetz zusammenführt. Die Sammlung der Objekte reflektiert dabei die thematischen Schwerpunkte des Museums, die zum einen in der Widerstandsbewegung Neuköllns während des Naziregimes und zum anderen in den verschiedenen lokalen Reformtraditionen zu Beginn des 20. Jahrhunderts in den Bereichen Schule, Gesundheit und Wohnungsbau begründet liegen. Ferner ist das Thema der Immigration ein Aspekt, der auf vielfältige Art und Weise in der Ausstellung integriert wurde.
Parallel dazu finden mehrmonatige überwiegend sozial- und kulturhistorisch orientierte Wechselausstellungen statt, die in ihrer Erarbeitung und Präsentation den Bogen von der Geschichte zur Gegenwart spannen. Noch expliziter als in der Ausstellung „99 x Neukölln“ wurden im Ausstellungsprojekt „Drei Dinge meines Lebens“ auf die subjektive Bedeutung von Dingen, die Neuköllnerinnen und Neuköllner aufbewahrt und der Ausstellung zur Verfügung gestellt haben, Bezug genommen. Am Beispiel der Hufeisensiedlung konnte in der Ausstellung „Das Ende der Idylle?“ von 2013 schlüssig aufgezeigt werden, in welcher Weise es den Nationalsozialisten gelang, eine linke Hochburg in Neukölln zu unterwandern und systematisch Menschen zu verfolgen.
In dem zweiten Format der Wechselausstellung, das künstlerische Zugänge präferiert, finden auch immer wieder europäische Dimensionen Berücksichtigung. In Kombination mit einem umfassenden Veranstaltungsprogramm wird Kulturschaffenden so eine Plattform gegeben, um sich auf mannigfaltige Weise den aktuellen Fragen der Zeit zu widmen. So zeigte Ursula Böhmer 2014 in der Ausstellung „All Ladies“ Fotografien von größtenteils ausgestorbenen Kuhrassen. Die Porträts stehen dabei symbolisch für die Vielfalt der Agrarkulturen, die zugleich an eine gemeinsame Kulturgeschichte Europas erinnern.

## Geschichtsspeicher
In der obersten Museumsetage, unter dem Dach, findet der Geschichtsspeicher, das Archiv und Depot des Museums, seinen Platz. Im Geschichtsspeicher wird das kulturelle Erbe der Neuköllner Bürger in Form von Objekten, Fotos, Akten und Plänen sowie elektronischen Dateien aufbewahrt. Seine Einrichtung ist die Voraussetzung für eine aktive Form der Geschichtsaufarbeitung, die jüngeren und älteren Menschen gleichermaßen die Möglichkeit zu forschendem Lernen geben wird. Nach Anmeldung können Interessierte hier selbst geschichts- und kulturbezogene Recherchen durchführen.

## Veröffentlichungen
- 99 x Neukölln. 2010, ISBN 978-3-9809348-8-6. (zur Dauerausstellung)
- Das Ende der Idylle? Hufeisen- und Krugpfuhlsiedlung vor und nach 1933. 2013, ISBN 978-3-944141-12-1. (zur Ausstellung)
- Mythos Vinyl. Die Ära der Schallplatte. 2014, ISBN 978-3-944141-09-1. (zur Ausstellung)
- Die sieben Tische. Gastkultur in Neukölln. 2015, ISBN 978-3-944141-15-2. (zur Ausstellung)
- Passagen. Das Museum Neukölln 1985–2015. 2015, ISBN 978-3-944141-18-3. (zum 30-jährigen Jubiläum der Neukonzeption)
- Die Magie des Lesens. 2016, ISBN 978-3-944141-19-0. (zur Ausstellung)